# Serrat de Toirigo
El Serrat de Toirigo és una serra situada al municipi de la Vall de Boí a la comarca de l'Alta Ribagorça, amb una elevació màxima de 1.891 metres.